# Rubia Gadolin
Isa Rubia Christina Gadolin, född 23 augusti 1903 i Espoo, Helsingfors, död 9 maj 1926 i Karhula, Kotka, var en finländsk illustratör och diktare.
Hon var dotter till professorn Alexander Wilhelm Gadolin och Signe Adèle von Alfthan. Som illustratör illustrerade hon bland annat Eva Gadolin-Lagerwalls Sagan om gunghästen som fick själ och kom till himmelriket. Delar av hennes skrivna dikter gavs ut postumt 1926.